# Polish International 2023
Die Polish International 2023 im Badminton fanden vom 21. bis zum 24. September 2023 in Lublin statt. Es war die elfte Auflage dieser Turnierserie in Polen.

## Sieger und Platzierte
| Disziplin    | Gold                               | Silber                        | Bronze                            |
| ------------ | ---------------------------------- | ----------------------------- | --------------------------------- |
| Herreneinzel | Andi Fadel Muhammad                | Daniil Dubovenko              | Kim Bruun                         |
| Herreneinzel | Andi Fadel Muhammad                | Daniil Dubovenko              | Collins Valentine Filimon         |
| Dameneinzel  | Sorano Yoshikawa                   | Freya Redfearn                | Léonice Huet                      |
| Dameneinzel  | Sorano Yoshikawa                   | Freya Redfearn                | Heli Neiman                       |
| Herrendoppel | Callum Hemming Ethan van Leeuwen   | Miłosz Bochat Paweł Śmiłowski | Ondřej Král Adam Mendrek          |
| Herrendoppel | Callum Hemming Ethan van Leeuwen   | Miłosz Bochat Paweł Śmiłowski | Vít Kulíšek Tomáš Švejda          |
| Damendoppel  | Bengisu Erçetin Nazlıcan Inci      | Abbygael Harris Annie Lado    | Anastasia Khomich Daria Zimnol    |
| Damendoppel  | Bengisu Erçetin Nazlıcan Inci      | Abbygael Harris Annie Lado    | Lizzie Tolman Estelle van Leeuwen |
| Mixed        | Callum Hemming Estelle van Leeuwen | Melker Bexell Tilda Sjöö      | Robert Cybulski Kornelia Marczak  |
| Mixed        | Callum Hemming Estelle van Leeuwen | Melker Bexell Tilda Sjöö      | Ethan van Leeuwen Annie Lado      |